# مارك لوبيز
مارك لوبيز هو ناشط أمريكي في مجال البيئة. كان المدير التنفيذي لمجتمعات إيست يارد للعدالة البيئية.     حصل مارك على جائزة جولدمان البيئية في عام 2017. 

## حياته
تخرج مارك من جامعة كاليفورنيا ، سانتا كروز ، وجامعة ولاية كاليفورنيا ، نورثريدج . 
ومن أبرز ما قام به حملته من أجل «تنظيف التلوث الناجم عن بطاريات الرصاص» Exide lead battery contamination في مدينة فيرنون ، كاليفورنيا .  حيث قام بتنظيم احتجاج في المجلس المحلي في لوس أنجلوس .  

## العائلة
جدة مارك هي جوانا بياتريس جوتيريز ، وهي أحد المؤسسين لجمعية «أمهات شرق لوس انجلوس» Mothers of East Los Angeles. 

## روابط خارجية
- مارك لوبيز نسخة محفوظة 27 أبريل 2021 على موقع واي باك مشين. - مجتمعات إيست يارد من أجل العدالة البيئية